# فيكتوريا توموفا
فيكتوريا توموفا (بالبلغارية: Виктория Томова)‏ مواليد 25 فبراير 1995 في صوفيا، هي لاعبة كرة مضرب بلغارية بدأت مسيرتها كمحترفة سنة 2009 تلعب باليد اليمنى. أعلى تصنيف لها في الفردي كان المركز الـ 300 في سنة 2014. أعلى تصنيف لها في الزوجي كان المركز الـ 254 في سنة 2014.

## روابط خارجية
- فيكتوريا توموفا على موقع رابطة محترفات التنس (الإنجليزية)
- فيكتوريا توموفا على موقع الاتحاد الدولي لكرة المضرب (الإنجليزية)
- فيكتوريا توموفا على موقع كأس بيلي جين كينغ (الإنجليزية)
- فيكتوريا توموفا على موقع بطولة ويمبلدون (الإنجليزية)
- فيكتوريا توموفا على موقع خلاصة التنس.كوم (الإنجليزية)
- فيكتوريا توموفا على موقع إي إس بي إن.كوم (الإنجليزية)
- فيكتوريا توموفا على موقع اللجنة الأولمبية الدولية (الإنجليزية)